# Перепис населення Придністровської Молдовської Республіки (2004)
Перепис населення Придністровської Молдавської Республіки 2004 року — перший національний перепис, проведений владою частково визнаної республіки 11—18 листопада 2004. У 2004 році свій перший перепис населення провела також республіка Молдова. За даними перепису в Придністровській Молдавській Республіці налічувалося 555 347 осіб. Перепис також зафіксував різке скорочення чисельності населення Придністров'я (з 730 тис. за всесоюзним переписом 1989 року до 555 347 осіб у 2004 році, або на 24 %), що пояснювалося військовими втратами в конфлікті з Молдовою, еміграцією, а також природним спадом населення.

## Дані перепису
- Населення лівобережжя річки Дністер (без м. Бендери) : 546 400.
- Населення Придністровських районів, розташованих здебільшого на лівобережжі, але які мають землі на правобережжі (без м. Бендери): 601 660.
- Оцінка населення територій всіх територій Молдавської РСР на право- і лівобережжі, що увійшли до складу ПМР після 1992 року: 730 000.

## Національний склад
Скоротилася абсолютна чисельність жителів усіх національностей, але найбільшим скорочення було серед євреїв і молдован, через що частка росіян і українців в населенні республіки збільшилася. Частка немолдовского населення піднялася з 61 % у 1989 до 68 % у 2004 р.
| Національний склад 2004 р. | Національний склад 2004 р. | Національний склад 2004 р. | Національний склад 2004 р. | Національний склад 2004 р. |
| -------------------------- | -------------------------- | -------------------------- | -------------------------- | -------------------------- |
|                            |                            |                            |                            |                            |
| молдовани                  | молдовани                  |                            | 31.9%                      | 31.9%                      |
| українці                   | українці                   |                            | 28.8%                      | 28.8%                      |
| росіяни                    | росіяни                    |                            | 30.3%                      | 30.3%                      |
| інші                       | інші                       |                            | 9.0%                       | 9.0%                       |